# Eremalche rotundifolia
Eremalche rotundifolia là một loài thực vật có hoa trong họ Cẩm quỳ. Loài này được (A.Gray) Greene mô tả khoa học đầu tiên năm 1906.